# عربی فلسطینی
عربی فلسطینی یکی از گویش‌های عربی شامی است که مردم فلسطین بدان سخن می‌گویند. این گویش به همراه عربی اردنی، عربی شامی جنوبی را می‌سازد. حدود ۵ میلیون نفر بدین گویش سخن می‌گویند.
دوزبان‌گونگی ویژگی زبان در فلسطین و سایر کشورهای عرب‌زبان است؛ عربی نوین معیار زبان رسمی کشور است و در اسناد و رسانه‌ها کاربرد دارد، درحالی که گفتگوهای روزمره با گونه‌های محلی انجام می‌پذیرد.